# Növénytársítás

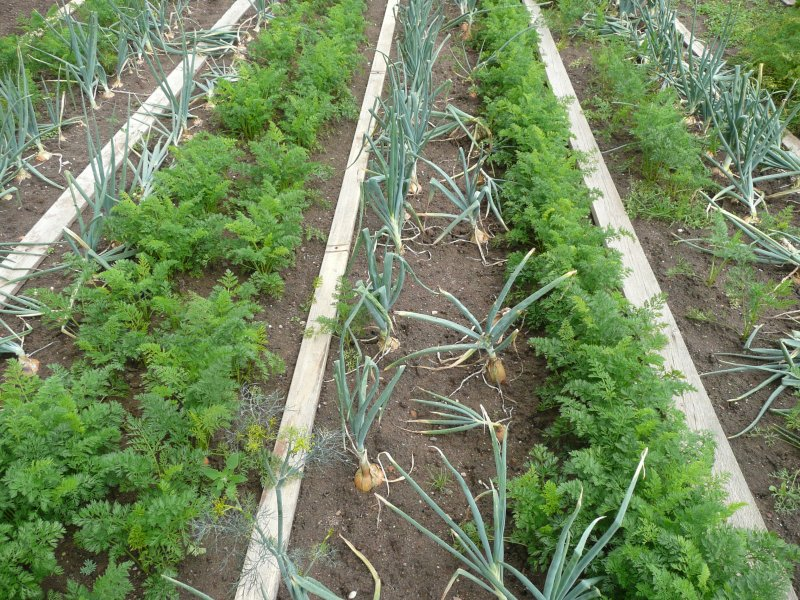
Az egyik leggyakoribb és legjobban bevált növénytársítás példája: a répa megvédi a hagymát a hagymalégytől, a hagyma pedig megvédi a répát a répalégytől

A növénytársítás egy növénytermesztési módszer, melynek lényege, hogy a növények úgy kerülnek elültetése, hogy az így kialakított vegyeskultúra a lehető legoptimálisabb legyen a befektetett erőforrások és a terméshozam arányában. A növénytársítás alapja, hogy azok a fajok, amelyek egymás fejlődését valamilyen módon segítik, egymás mellé kerülnek, míg azok, amelyek egymást hátráltatják, minél messzebb legyenek egymástól.
A növénytársítás szűkebb értelemben egy adott időpont állapotát tükrözi, tágabb értelemben pedig hozzá tartozik a vetésforgó és a növényváltás módszere is, amely az adott területen már vagy még meg nem található növények hatásával is számol.

## Vetésforgó

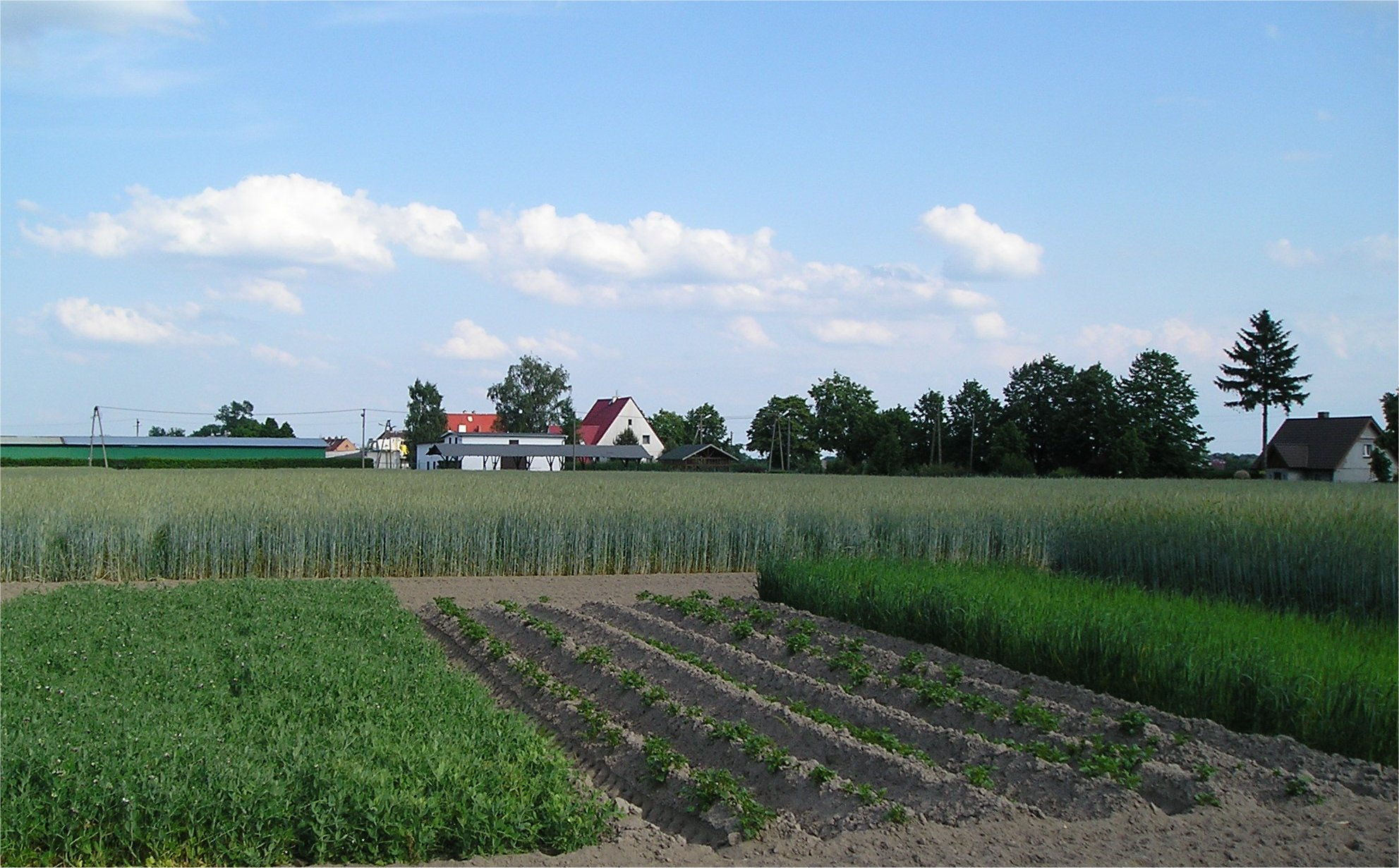
A vetésforgó egy példája. Az itt látható vetésforgóban négyféle növény található balról jobbra: burgonya, zab, borsó, rozs. A 18. században kialakított klasszikus ún. norfolki vetésforgó elemei: cukorrépa, tavaszi árpa, nitrogénkötő pillangós kultúra (vörös here, lucerna), őszi búza

A vetésforgó tulajdonképpen a talaj termőképességének megőrzésére vagy megújítására kialakított módszer, amely eszközei a különböző növényfajok. A vetésforgóban a fajok úgy követik egymást, hogy a talaj tápanyagértéke visszatöltődjön, és evvel elkerüljük az ún. talajuntságot, vagyis az az állapot, amikor egy vagy több tápanyagcsoport kiveszik a talajból, és ezért az ott lévő növények fejlődése megakad vagy lehetetlenné válik.
A talaj kihasználása alapján a növényeket három csoportba szokás sorolni:
- talajzsaroló növények: amelyek maximálisan kihasználják a talaj tápanyagkészletét, például a káposztafélék;
- talajkímélő növények: amelyek fejlődésük mellett jelentős tápanyagmennyiséget visszajuttatnak a talajba, például a salátafélék;
- talajjavító növények: amelyek több tápanyagot adnak a talajnak, mint amennyit kivesznek, például a hüvelyesek.

A vetésforgóban talajzsaroló növények nem követhetik egymást, feltétlenül szükséges előbb a talaj feljavítása. De a talajkímélő növények között is ügyelni kell arra, hogy ne ugyanahhoz a családhoz tartozó fajok jöjjenek egymás után, mivel ezek ugyanazokat a tápanyagokat veszik fel.
A vetésforgó időtartama háromféle lehet:
- rövid vetésforgó: 2-4 év után kerülnek vissza a növények a helyükre, ebben az esetben nagyobb az esélye gombás betegségek kialakulására;
- középhosszú vetésforgó: 5-8 év alatt ér körbe a vetésforgó, általában a zöldséges kertben ez megfelelő;
- hosszú vetésforgó: a forgási idő 10 év is lehet, ezt a típust inkább a szántóföldeken alkalmazzák, ahol gyakoriak a monokultúrák.

## Növényváltás
„A növényváltás alatt egy területen az évről-évre kialakított növényi sorrendet értjük.” Tehát az egy éven belül egymást követő növények váltakozása a növényváltás, tulajdonképpen az egy éven belül megvalósuló vetésforgó. Legfőbb okai az egyes növények eltérő tenyészideje és az eltérő hőmérsékletigény.
A növények tenyészideje alatt azt az időintervallumot értjük, amely idő szükséges az értékes részek kifejlődéshez vagy megéréséhez. Ez alapján a növényeket négy csoportba oszthatjuk:
- rövid tenyészidejű növények: elsősorban olyan növények, amelyeknek a levelét szedik: különböző salátafélék és káposztafélék közé tartozó levélzöldségek, néhány hagymafajta, amelyek tenyészideje 5-10 hét;
- közepes tenyészidejű növények: ezeknek szintén levelét szedjük, de a levelek kifejlődéshez több időre van szükség, ezek főleg nagy- és keménylevelű káposztafélék, ezek tenyészideje 10-15 hét;
- középhosszú tenyészidejű növények: ide elsősorban gyökérzöldségek (répa, cékla, zeller), gumós növények (burgonya) és néhány hüvelyes tartozik, ezek tenyészideje 15-20 hét;
- hosszú tenyészidejű növények: olyan növények, amelyek termését fogyasztjuk, úgy is mint tökfélék, ehető termésű burgonyafélék (paradicsom, paprika), gabonanövények és kukorica, valamint különböző hagymafajták, ezek tenyészideje 20 hét fölött van.

Minden növénynek van egy úgynevezett optimális hőmérsékleti igénye, ez a szám azt mondja meg, hogy mi az optimális hőmérséklet a vegetatív és reproduktív fázisban fényszegény időben. A növények az optimális hőfoktól legfeljebb ±7 °C eltérést viselnek el károsodás nélkül, ennél nagyobb eltérés már károsodást okoz. Az optimális hőmérséklet alapján a növények öt csoportba sorolhatók:
- optimuma: 13 °C: káposztafélék, retek, torma;
- optimuma: 16 °C: sárgarépa, petrezselyem, pasztinák, cikória, borsó, fejes saláta, paraj, rebarbara, sóska, egyes hagymák;
- optimuma: 19 °C: cékla, vöröshagyma, fokhagyma, zeller, spárga;
- optimuma: 22 °C: paradicsom, padlizsán, sütőtök, bab, kukorica;
- optimuma: 25 °C: dinnyefélék, uborka, spárga, tök, paprika.

A tenyészidő és a hőmérsékleti igény miatt a vetésben megkülönböztetünk vetési csoportokat, általában hármat:
- elővetemény: olyan növények tartoznak ide, amelyek korán vethetők, esetleg még fagytűrők is, tenyészidejük pedig rövid, a talajt pedig nem károsítják, sőt akár még javítják is; elsősorban salátafélék, libatopfélék és bizonyos káposztafélék tartoznak ide; az előveteménynél fontos szempont, hogy betakarítható legyen, mire a fővetemény kikerül;
- fővetemény: a főveteménybe közepes, középhosszú és hosszú tenyészidejű növények kerülnek, amikor a hőmérséklet már engedi;
- másodvetemény: a folyamatos betakarítás után szabadon maradt területeket gyakran másodveteménnyel vetik be, a másodveteménybe olyan növények kerülhetnek, amelyek jól bírják az esetleges hőingadozást; késői másodveteménybe gyakran vetnek olyan növényeket is, amelyek feladata csupán a talajtakarás, ezért a növényeket télen hagyják megfagyni, tavasszal pedig bedolgozzák a talajba, evvel javítva a talaj minőségét és állagát.

## A növénytársítás, a vetésforgó és a növényváltás közös elvei
1. Ugyanahhoz a családhoz tartozó növényeket ne ültessük egymás mellé vagy egymás után, mivel ezek ugyanazokat a tápanyagokat veszik fel a talajból és ugyanazokra a kártevőkre érzékenyek.
|  |  |  |

| Érintett növények | Kártevő | Elriasztó növények |
| --- | --- | --- |
| Gyümölcsfák | A hangyák kártétele a kertben főleg a levéltetvekkel való társulásukból adódik. A levéltetvek emésztési melléktermékként mézharmatot termelnek, amelyet a hangyák szívesen lenyalogatnak. A hangyák a levéltetveket új helyekre is betelepítik, és megvédik őket a természetes ellenségeiktől, mint például katicabogaraktól és a darazsaktól. A hangyák másik kártétele, ha a friss hajtásokat megeszik, illetve a virágokon lévő megjelenésükkel zavarják a beporzó rovarokat. A hangyáknak ugyanakkor jótékony hatása is van, ugyanis számtalan káros rovart fogyasztanak. | Csombormenta Fodormenta Gilisztaűző varádics Levendula Madársaláta |
| | A levéltetvek (Aphidoidea) „a virágokat, a hajtáscsúcsokat és a friss leveleket támadják meg, majd szívogatják a növényi nedveket, amitől a levelek foltosodni és torzulni kezdenek. A tetvek mézharmatot választanak ki, ami vonzza a hangyákat, és elősegíti a gombabetegség és a korompenész kialakulását, a tetvek pedig veszélyes növényi vírusokat terjesztenek.” | Ánizs Banán Borsikafű Csalán Csombormenta Dohány Fodormenta Fokhagyma Gilisztaűző varádics Gólyaorr Kamilla Koriander Levendula Metélőhagyma Petúnia Sarkantyúka Turbolya |
| Spárga | Közönséges spárgabogár (Crioceris asparagi) esetében: „A lárva okozza a legnagyobb gondot, ami az összes zöld részét a spárgának megrágja, ezzel csökkent, vagy teljesen meg is gátolja a növény fotoszintézisét.” | Paradicsom |
| Káposztafélék (Brassicaceae), több konyhakerti (fejes káposzta, kelkáposzta, karalábé, retek, karfiol, brokkoli, bimbós kel, kínai kel, bordás kel, leves kel), illetve takarmánynövény (takarmánykáposzta, takarmányretek) mellett ebbe a családba tartozik a repce, számos gyógy- és fűszernövény (például a mustár, a torma, a kerti zsázsa) és több ismert gyom is. | A gyökerek károsítása révén a tavaszi káposztalégy (Phorbia brassicae) már röviddel a kiültetés után a fiatal növények egy részének pusztulását okozhatja. ... A levélkártevők közül a szikleveles korban megjelenő keresztesvirágúak földibolhái (Phyllotreta spp.) a palántázott és a helyre vetett káposztaféléket egyaránt károsítják. ... A szúró-szívó szájszervű levélkártevők közül a káposzta-levéltetű (Brevicorine brassicae) a legjelentősebb faj. ... A káposztalepke (Pieris brassicae) és a káposzta-bagolylepke (Mamestra brassicae) a leveleket lyuggatja, karéjozza. A káposzta-bagolylepke lárvája a káposztafejet alkotó leveleket átrágva behatol a fej belsejébe is. | Bársonyvirág Fokhagyma Hagyma Illatos macskamenta Izsóp Kakukkfű Kapor Kender Körömvirág Menta Muskátli Paradicsom Retek Rozmaring Sarkantyúka Üröm Zeller Zsálya         |
| Burgonyafélék (Solanaceae) | „A burgonyabogár [(Leptinotarsa decemlineata)] tipikus oligofág [meghatározott növényfajokhoz vagy szűkebb csoporthoz kötött] kártevő: valamennyi tápnövénye a burgonyafélék (Solanaceae) családjába tartozik. A termesztett Solanaceae növények közül a burgonya és a tojásgyümölcs [padlizsán] tekinthető teljes értékű tápnövényének. A paradicsomon főleg a bogarak, paprikán legfeljebb az idősebb lárvák kártételével kell számolni. Mind a lárvák, mind a bogarak károsítanak” | Árvacsalán Bab Hagyma Kapor Len Lóhere |
| Bükkfafélék (Fagaceae), Szappanfafélék (Sapindaceae), Fűzfafélék (Salicaceae), Rózsafélék (Rosaceae) | Májusi cserebogár (Melolontha melolontha): „az imágók a lombos erdei fák (cser, tölgy, vadgesztenye, nyár), a gyümölcsfák közül főként a csonthéjasok, továbbá a málna és a szőlő leveleit fogyasztják. A lárvák a szabadföldi, a kertészeti, a gyümölcs és az erdészeti növények föld alatti részének rágásával okoznak kárt. Ezek közül is a szamóca és a saláta a kedvenc tápnövényük.” | Fokhagyma Gilisztaűző varádics Muskátli Ruta |
| Burgonyafélék (Solanaceae), Tökfélék (Cucurbitaceae) | A takácsatka (Tetranychus urticae) a pókszabásúak (Arachnida) közé tartozik, tehát nem rovar. „Ennek a szabad szemmel alig látható kis kártevőnek több száz kultúrnövény és gyom tartozik a gazdanövénykörébe, a zöldségfélék közül mindenekelőtt az uborkát, a cukkinit, a görögdinnyét, a padlizsánt, a paprikát, a zellert, a babot és a paradicsomot károsítja.” A takácsatka a leveleket és a gumókat károsítja, kiszívja belőlük a tápanyagot, ráadásul a sérüléseknél a növény sok nedvességet veszít, a levelek elsárgulnak, nem képesek a fotoszintetizálásra, a növény visszamarad a fejlődésben.                                                                                | Hagyma Rebarbara |

2. Talajzsaroló növényt talajkímélő vagy talajjavító növény kövesse.
3. A gyomosító vagy gyomnevelő növényeket követő szakaszba gyomfojtó vagy gyomirtó fajokat helyezzünk.
 
A gyomhoz való viszony alapján négy csoportot állapíthatunk meg:
- gyomirtó növények: amelyek termesztésével a gyomokat is irtjuk (pl. paradicsom, burgonya, paprika, csemegekukorica stb.);
- gyomfojtók: amelyek sűrű állásuk vagy nagy levélzetük miatt nem engedik a gyomok kifejlődését (pl. fejes káposzta, tök);
- gyomnevelők: amelyek lassú csírázásuk, csekély talajtakarásuk következtében nem képesek megakadályozni a gyomok kelését és elszaporodását (pl. sárgarépa, vöröshagyma, petrezselyem stb.);
- gyomosítók: olyan fajokat sorolunk, amelyek elszórt és újra kelő magjuk, a talajba maradt gyökerük miatt még a következő évben is nagy számban kikelnek(pl. rebarbara, torma, napraforgó).

4. Rendezzük össze azokat a növényeket, amelyek vetési ideje, tenyészideje és betakarítása, magassága és igényelt területe hasonló, az így kialakult sorok vagy ágyások kezelése könnyebb.

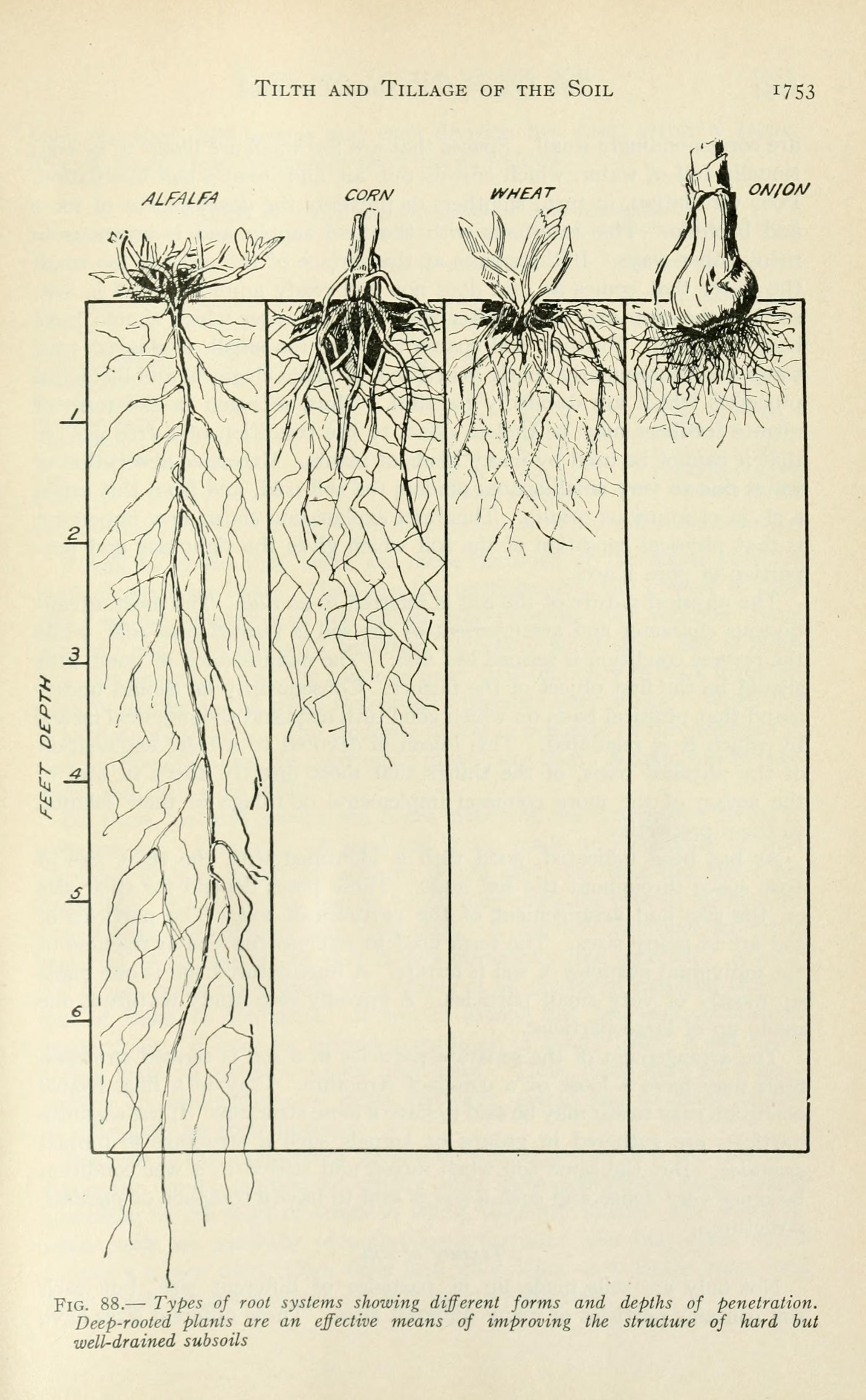
Néhány növény gyökerének jellemző mélysége, balról jobbra: lucerna, kukorca, búza, hagyma

5. A különböző mélységbe lenyúló gyökerű növények váltsák egymást. "A mélyen gyökerező növények a mélyből szívják magukba a tápanyagot. Amikor az ilyen növényeket levágjuk, vagy a levelei lehullnak, akkor a tápanyagok a talaj tetejére kerülnek. A növény mulccsá változik, és amikor lebomlik, táplálja a sekélyen gyökerező növényeket. Az ilyen mélyen gyökerező növényeknek az a másik előnyük, hogy át tudnak törni a talaj keményebb és agyagos rétegein, és képesek javítani a mélyebben levő talajréteg minőségét, amit a zöldségek nem tudnának áttörni." A különböző gyökérmélységű növények váltakozása nemcsak a vetésforgóban hasznos, a rövid tenyészidejű növények jellemzően kisebb gyökérzettel rendelkeznek, ezért ezeket szívesen ültetik ún. köztesként két fősor közé, a sekélyen gyökerező köztesek felszedése nem okoz kárt a környező növények gyökérzetében. Az egyik legkedveltebb köztes a hagyma, amelynek gyökere egész közel van a felszínhez.

## A növények egymásra gyakorolt hatása

### Kémiai hatás
A növények a talaj felett jellemzően illóolajaikkal kommunikálnak. A növény-növény kapcsolatban jellemző figyelmeztető hatás érvényesül, ha az adott élőhely egyik növényét valamilyen élőlény megtámadja, az adott növény figyelmeztető anyagokat bocsát ki a levegőbe, így a többi növény már az előtt meg tudja kezdeni a felkészülést, mielőtt őt magát is károsodás érné. Ez a fajta kommunikáció közvetlennek tekinthető, mivel növények között megy végbe.
A talajszint alatt a növények a földalatti részeik által termelt anyagokkal, illetve a talajra került elhalt részeikkel gyakorolnak hatást egymásra. Az azonos helyen élő növények egymással szembeni kémiai gátló mechanizmusát allelopátiának (allelo- ’egymás’ + -pátia ’szenvedés’) nevezik. A növények képesek más növények csírázásának, növekedésének, termésének és érésének gátlására.

### Mechanikus hatás
A felszín feletti mechanikus hatás vonatkozhat a napfény és ezáltal a hő, valamint a csapadék mennyiségére. A gyorsabban növő és a nagyobb növények leárnyékolják kisebb termetű társaikat, evvel segíthetik vagy gátolhatják azok fejlődését. A földön elterülő növények felfogják a csapadék nagy részét, ugyanakkor meg is gátolják a már nedves talaj kiszáradását.
A talajszint alatt a gyökerek fejlődésükkel megbontják, porítják a talajt, evvel lehetővé teszik más növények gyorsabb gyökérnövekedését és hatékonyabb tápanyagfelszívását.

### Biológiai hatás
A növények biológiai egymásra hatása egy nem növényi élőlény általi közvetett befolyás.
A talajszint felett az állati beporzású növények vonzzák (attraktáns hatás) a megfelelő fajt, így biztosítva a szaporodást.
A talajszint alatt a növények különböző hasznos élőlényeket csábítanak magukhoz, például a földigilisztát. A legújabb kutatások pedig arra is fényt derítettek, hogy a növények gyökérzete között gombahálózatok jönnek létre: „a fotoszintetizáló növények gyökerzete és a gombák közötti szimbiotikus, mindkét fél számára hasznos – a gombának szénhidrátokat, a növénynek a tápanyag- és vízfelvételt hatékonyabbá tevő – kapcsolatrendszer miatt a gombafonalak a felszín alatt kiterjedt hálózatokat alkotnak. Ez pedig tápanyagszállító összeköttetést biztosít egy egész növénytársulás minden egyes tagja között.”

## Összefoglaló táblázatok
Az alábbi lista célja összegyűjteni azokat a növényeket, amik segítik mások növekedését azáltal, hogy vonzzák a hasznos rovarokat, elűzik a kártevőket, tápanyagot szolgáltatnak, akadályozzák a kártevők vagy gyomok szaporodását, illetve növekedését, vagy egyszerűen árnyékolják a talajt, illetve támasztékot biztosítanak.

### Zöldségek
| Neve                                     | Ő segíti | Neki segít | Ezt vonzza                                                   | Elűzi                                               | Kerülendő                                                                                         | Egyéb |  |
| ---------------------------------------- | --- | --- | ------------------------------------------------------------ | --------------------------------------------------- | ------------------------------------------------------------------------------------------------- | --- |  |
| Bab (Phaseolus)                          | kukorica, spenót, fejes saláta, rozmaring, borsikafű, kapor, répa, káposztafélék, cékla, retek, földieper, uborka | padlizsán, borsikafű |                                                              |                                                     | paradicsom, paprika, hagymafélék, káposztafélék                                                   | nitrogénmegkötő, zsizsik ellen hatásos a borsikafű |  |
| Brokkoli Brassica oleracea               | | gólyaorr, kapor, hagymafélék, rozmaring, sarkantyúka, borágó                                                                           |                                                              |                                                     | mustár, paradicsom, paprika                                                                       | A rozmaring elűzi a káposztalegyet, a sarkantyúka magához vonzza a káposztalepkét, ez a többi káposztafélénél is működik. |  |
| Burgonya Solanum tuberosum               | | torma |                                                              |                                                     | kerti laboda, répa, uborkar, vöröshagyma, málna, tök, napraforgó, paradicsom                      | A torma növeli a burgonya betegségekkel szembeni ellenálló képességét. |  |
| Burgonyafélék Solanaceae                 | | répa, hagymafélék, menta, bazsalikom, oregáno                                                                                          |                                                              |                                                     | bab, fekete dió, kukorica, édeskömény, kapor, káposztafélék                                       | A burgonya mellett ide tartozik a paprika, paradicsom, padlizsán stb. |  |
| Cékla Beta Vulgaris                      | fejes saláta, karalábé, hagyma, káposztafélék                                                                     | menta, gyöngymente, fokhagyma |                                                              |                                                     | tűzbab                                                                                            | A levelének magnéziumtartalma 25%, ezért érdemes komposztálni. A cékla és a tűzbab elnyomják egymást. |  |
| Fejes saláta Lactuca sativa              | | retek, karalábé, bab, répa |                                                              |                                                     | zeller, káposzta, zsázsa, petrezselyem                                                            | Menta, izsóp, zsázsa riasztja a meztelencsigákat. |  |
| Hagymafélék Allium                       | gyümölcsfák, földieper, burgonyafélék, káposztafélék, répa                                                        | répa |                                                              | meztelencsiga, levéltetvek, répalégy, káposztalepke | bab, borsó, petrezselyem, spárga                                                                  | |  |
| Káposztafélék Brassica                   | burgonya, gabonák (pl. kukorica, búza), cékla, zeller, mángold, uborka, fejes saláta, hagyma, spenót              | gólyaorr, kapor, hagymafélék, rozmaring, sarkantyúka, borágó, borsmenta, kamilla                                                       |                                                              | fonalférgek                                         | mustár, burgonyafélék                                                                             | |  |
| Kukorica Zea mays                        | bab | napraforgó, pillangósvirágúak, mogyoró, kabakosok, disznóparéj (amaránt), fehér gólyaorr, libatop, szulákfélék, petrezselyem, burgonya |                                                              |                                                     | paradicsom, zeller                                                                                | Babbal befuttatott lugas védi az állatoktól, földön elterülő tökféle pedig óv a kiszáradástól. |  |
| Mustár Sinapis alba                      | káposzta, karfiol, retek, bimbós kel, tarlórépa                                                                   | |                                                              | számos kártevőt riaszt                              |                                                                                                   | Ott érzi jól magát, ahol a káposztafélék. |  |
| Padlizsán Solanum melongena              | bab, paprika | bársonyvirág (büdöske), tárkony, menta                                                                                                 |                                                              |                                                     |                                                                                                   | A bársonyvirág távol tartja a fonálférgeket. |  |
| Paprika Capsicum                         | majoránna, hagyma, paradicsom, padlizsán                                                                          | paradicsom, gólyaorr, petúnia | paradicsom hernyó                                            |                                                     | kapor, karalábé, bab, fodros kel                                                                  | |  |
| Paradicsom Solanum lycopersicum          | paprika, rózsa, spárga                                                                                            | bazsalikom, oreganó, petrezselyem, répa, bársonyvirág (büdöske), hagymafélék, zeller, gólyaorr, petúnia, sarkantyúka, borágó           | paradicsom hernyó                                            | spárgabogár                                         | uborka, fekete dió, kukorica, édeskömény, borsó, kapor, burgonya, cékla, káposztafélék, rozmaring | A fekete dió gátolja a paradicsom növekedését, és a többi burgonyafélére is allelopatikus hatással van egy juglone nevű vegyület által. A kapor vonzza a paradicsom hernyót. Egy tanulmány szerint a paradicsom köré ültetett bazsalikom 20%-kal növeli a terméshozamot. Paradicsomlevélből készült ázalék hatásos rózsa fekete-foltosság ellen. |  |
| Pasztinák Pastinaca sativa               | gyümölcsfák | | számos ragadozó rovar                                        |                                                     |                                                                                                   | A paszternák virága számos ragadozó rovart vonz, amik különösen gyümölcsfák környezetében hasznosak, mivel megtámadják a különböző molyokat. Gyökere miriszticin tartalmaz, mely rovarölő hatású. Permetlékészítés: a gyökerét daráljuk le, keverjük el vízzel, hagyjuk állni egy éjszakát, majd szűrjük le. Pár napon belül használjuk fel. |  |
| Póréhagyma Allium ampeloprasum v. porrum | zeller, almafa | répa |                                                              | káposztalepke, levéltetű, répalégy                  | pillangósvirágúak, mángold                                                                        | A többi hagymafélénél leírtak rá is érvényesek. |  |
| Retek Rafanus sativus                    | tök, padlizsán, uborka, fejes saláta                                                                              | |                                                              | földibolha, csíkos uborkabogár                      |                                                                                                   | A retek szolgálhat köztes védőnövényként (trap crop) földibolhák ellen. |  |
| Spárga Asparagus officinalis             | paradicsom | őszirózsafélék, kapor, koriander, paradicsom, petrezselyem, bazsalikom, fekete nadálytő, bársonyvirág (büdöske)                        |                                                              |                                                     | hagyma, fokhagyma, burgonya                                                                       | A bársonyvirág elriasztja a bogarakat. |  |
| Sárgarépa Daucus carota                  | paradicsom, hagymafélék, fejes saláta                                                                             | hagymafélék, rozmaring, üröm, zsálya, bab, len                                                                                         | rablópoloska, fátyolka, fürkészdarázs, más ragadozó darazsak |                                                     | kapor, pasztinák, retek                                                                           | A paradicsom jobban nő a répa mellett, de elnyomhatja azt. A bab (ami nem való paradicsom mellé) kielégíti a répa viszonylag magas nitrogén igényét. Aromás társnövényei elűzik a répalegyet. Egyesek szerint a zsálya, a rozmaring és a retek is társnövény, máshol viszont ennek ellenkezője is olvasható. Hagymát és répát vegyesen ültetve megzavarhatjuk a hagyma- és répalegyeket. Ahhoz, hogy a répa odavonzza a hasznos rovarokat, hagynunk kell virágozni; ha ezt nem szeretnénk, ültessünk vadmurkot. A len által termelt olaj védelmet nyújthat a gyökérzöldségeknek egyes kártevők ellen. |  |
| Spenót Spinacia oleracea                 | | borsó, bab |                                                              |                                                     |                                                                                                   | A borsó és a bab árnyékot nyújtanak a spenótnak. |  |
| Tök Curcurbita spp                       | kukorica, bab | hajdina, macskamenta, retek | pókok, futrinkák                                             |                                                     |                                                                                                   | A retek szolgálhat köztes védőnövényként (trap crop) földibolhák ellen. |  |
| Uborka Cucumis sativus                   | | sarkantyúka, retek, bársonyvirág (büdöske), napraforgó, borsó, cékla, répa, kapor                                                      | Menedéket nyújt a futrinkaféléknek                           |                                                     | paradicsom, zsálya                                                                                | |  |
| Vöröshagyma Allium cepa                  | paradicsom, káposztafélék                                                                                         | répa |                                                              | levéltetvek, répalégy                               | bab, lencse, borsó, petrezselyem                                                                  | Rá is érvényesek a többi hagymafélénél leírtak. |  |
| Zeller Apium graveolens                  | | pillangóvirág, százszorszép, margitvirág, oroszlánszáj                                                                                 |                                                              |                                                     | Kukoricáról, őszirózsafélékről átterjedhet a fitoplazma baktérium okozta betegség.                | |  |

### Fűszernövények
| Neve                                          | Ő segíti                                                             | Neki segít      | Ezt vonzza                                                                | Elűzi                                                                       | Kerülendő                  | Egyéb |  |
| --------------------------------------------- | -------------------------------------------------------------------- | --------------- | ------------------------------------------------------------------------- | --------------------------------------------------------------------------- | -------------------------- | --- |  |
| Bazsalikom Ocimum basilicum                   | paradicsom, paprika, oreganó, spárga, petúnia                        | kamilla, ánizs  | lepkék                                                                    | spárgabogár, szúnyog, tripszek, legyek                                      | ruta                       | Egyesek szerint a bazsalikom közelében finomabb lesz a paradicsom. A kamilla és az ánizs fokozza az illóolaj termelődést többek között a bazsalikomnál is.  |  |
| Borágó Borago officinalis                     | Szinte minden, különösen a földieper, tökfélék, paradicsom, káposzta |                 | ragadozó rovarok, méhek                                                   | számos kisállat                                                             |                            | A kifejlett növény kb 1 m² területet foglal el. |  |
| Borsikafű Satureja hortensis                  |                                                                      | zöldbab, hagyma |                                                                           |                                                                             |                            | |  |
| Borsmenta Mentha piperita                     | káposztafélék                                                        |                 |                                                                           | káposztalégy, hangya, aranybagoly lepke                                     |                            | |  |
| Édeskömény Foeniculum vulgare                 | kapor                                                                | kapor           | katicabogár, zengőlegyek, fürkészlegyek                                   | levéltetvek                                                                 |                            | A legtöbb növényre allelopatikus hatással van, gátolja a növekedést, egyes növények el is pusztulnak a közelében. A szárított levele hatásos bolhaűző.      |  |
| Fodormenta Mentha spicata                     |                                                                      |                 |                                                                           | hangya, levéltetvek                                                         |                            | |  |
| Fokhagyma Allium sativum                      | almafa, barackfa, rózsa, uborka, fejes saláta, zeller                |                 |                                                                           | levéltetvek, aranybagoly lepke, hangyák, nyúl, káposztalégy lárvája         | bab, káposzta, borsó       | Elűzi a nyulakat. A hagymaféléknél leírtak itt is érvényesek.                                                                                               |  |
| Fűszerkömény Carum carvi                      | földieper                                                            |                 | élősködő darazsak, élősködő legyek                                        |                                                                             |                            | |  |
| Gilisztaűző varádics Tanacetum vulgare        | bab, kabakosok, kukorica, rózsa                                      |                 | méhek                                                                     | fürkészdarazsak, cserebogár, csíkos uborkabogár, karimáspoloska, hangya     |                            | általános rovarűzőként ismert (kivéve a nektárgyűjtő rovarokat). Mérgező.                                                                                   |  |
| Üröm~Ürömcserje (Istenfa) Artemisia abrotanum | gyümölcsfák                                                          |                 |                                                                           |                                                                             |                            | Hatásos káposztamoly és szúnyogok ellen. |  |
| Izsóp Hyssopus officinalis                    | káposzta, szőlő                                                      |                 | méhek, lepkék                                                             | káposztamoly lárvája, káposztalepke                                         |                            | Serkenti a szőlő növekedését. |  |
| Kakukkfű Thymus sp.                           | káposzta, brokkoli                                                   |                 |                                                                           |                                                                             |                            | Elűzi a molytetveket. |  |
| Kamilla Matricaria recutita                   | bazsalikom, búza, hagyma, káposzta, uborka                           |                 | Zengőlégyfélék, darazsak                                                  |                                                                             |                            | Fokozza az illóolaj-termelést. |  |
| Neve                                          | Ő segíti                                                             | Neki segít      | Ezt vonzza                                                                | Elűzi                                                                       | Kerülendő                  | Egyéb |  |
| Kapor Anethum graveolens                      | káposztafélék, kukorica, fejesfejessaláta, hagyma, uborka            |                 | Papilio, zengőlegyek, darazsak, paradicsom hernyó, méhek, fürkészdarazsak | levéltetvek, takácsatkák, karimáspoloska, aranybagoly lepke                 | répa, paradicsom           | |  |
| Kender Cannabis sativa L. subsp. sativa       | káposztafélék                                                        |                 |                                                                           |                                                                             |                            | Elűzi a káposzta kártevőit. |  |
| Koriander Coriandrum sativum                  | spenót                                                               | bab, borsó      | fürkészlegyek                                                             | levéltetvek, takácsatka, molytetvek, krumplibogár                           |                            | |  |
| Lestyán Levisticum officinale                 | a legtöbb növény                                                     | bab             | fürkészdarazsak, futrinkák                                                |                                                                             | rebarbara                  | A gólyaorrhoz és a borágóhóz hasonlóan minden növényre jó hatással van.                                                                                     |  |
| Metélőhagyma Allium schoenoprasum             | alma, répa, paradicsom, káposztafélék                                | répa            |                                                                           | káposztalepke, répalégy, levéltetvek                                        | bab, borsó                 | A hagymaféléknél leírtak rá is érvényesek. Hatásos lehet almavarasodás és rózsa feketefoltosság ellen, de ehhez legalább 3 évig kell az adott helyen nőnie. |  |
| Szurokfű Origanum vulgare                     | paradicsom, paprika                                                  | bazsalikom      |                                                                           | levéltetvek                                                                 |                            | Paprika köré ültetve takarja a talajt és biztosítja a szükséges páratartalmat.                                                                              |  |
| Petrezselyem Petroselinum crispum             | spárga, kukorica, paradicsom                                         |                 | Papilio, darazsak, legyek                                                 |                                                                             | hagymafélék, fejeskáposzta | Magához vonzza a paradicsom kártevőit. |  |
| Rozmaring Rosmarinus officinalis              | zsálya, káposzta, bab, répa                                          |                 |                                                                           | zsizsik                                                                     | bazsalikom                 | Riasztja a káposztalegyet és a bab számos kártevőjét. |  |
| Tárkony Artemisia dracunculus                 | minden, különösen a padlizsán                                        |                 |                                                                           |                                                                             |                            | Sok kártevőt riaszt az illata. Dajkanövény, segíti más növények növekedését.                                                                                |  |
| Turbolya Anthriscus cerefolium                | retek, fejes saláta, brokkoli                                        |                 |                                                                           | levéltetvek                                                                 | retek                      | árnyékkedvelő; a közelében növő retek csípősebb izű lesz |  |
| Zsálya Salvia officinalis                     | rozmaring, káposzta, bab, répa                                       |                 | méhek, káposztalepke                                                      | káposztalégy, répalégy, földibolha, aranybagoly lepke, káposztalégy lárvája | uborka, hagyma, len        | Riasztja a káposztalegyet és a bab számos kártevőjét. |  |

### Virágok
| Neve                                           | Ő segíti                                                                               | Neki segít | Ezt vonzza                                                 | Elűzi                                                                   | Kerülendő     | Egyéb |
| ---------------------------------------------- | -------------------------------------------------------------------------------------- | ---------- | ---------------------------------------------------------- | ----------------------------------------------------------------------- | ------------- | --- |
| Bársonyvirág/Büdöske Őszirózsafélék Körömvirág | a legtöbb növény, különösen paprika, paradicsom, kobakosak, káposztafélék              |            |                                                            | fonalférgek, kabócák, liszteskék, egyéb kártevők                        |               | A büdöske az egyik leghatásosabb kártevőriasztó. Minél illatosabb a virág, annál hatásosabb. A kisvirágú (alacsony) büdöske gyökere rovarirtó vegyületet termel, aminek a hatása évekig tart. A fényes bársonyvirág hatása olyan erős, hogy gátolhatja egyes növények növekedését. Egyes büdöske fajták előző évben ültetve védelmet nyújtanak a gyökérgubacs fonálféreggel szemben. A büdöske védelmet nyújt egyes évelő gyomokkal szemben is, pl. salátaboglárka (Ranunculus ficaria), podagrafű (Aegopodium podagraria), kerek repkény (Glechoma hederacea), tarackbúza (Agropyron repens), mezei szulák (Convolvulus arvensis), mezei zsurló (Equisetum arvense). |
| Csillagfürt Lupinus                            | kabakosok, káposztafélék, fejes-saláta, rozmaring, kapor, földieper                    | borsikafű  | méhek                                                      |                                                                         | burgonyafélék | A csillagfürt a pillangósvirágúak családjába tartozik, így rendelkezik nitrogénmegkötő képességgel. |
| Cickafark Achillea millefolium                 | a legtöbb növény                                                                       |            | ragadozó darazsak, katicabogarak, fürkészek, tolvajpoloska |                                                                         |               | Minden környezetében lévő növényre jó hatással van, segíti a növények illóolaj termelését. |
| Muskátli Pelargonium spp.                      | rózsa, kukorica, paprika, szőlő                                                        |            |                                                            | mezeikabócák, cserebogár                                                | burgonyafélék | Köztes védőnövény trap crop, vonzza a rózsa és a szőlő kártevőit, elűzi a céklát károsító kabócát; levélcsúcs fodrosodást okozó vírus hordozója, ezért tartsuk távol a burgonyaféléktől. |
| Napraforgó Helianthus annuus                   | kukorica, paradicsom                                                                   |            |                                                            | levéltetvek                                                             |               | Vonzza a fátyolkákat és az élősködő darazsakat. |
| Petúnia Petunia x hybrida                      | kabakosok, spárga                                                                      |            |                                                            | mezeikabócák, cserebogár, levéltetvek, spárgabogár                      |               | A muskátlival azonos hatású köztes védőnövény trap crop. |
| Sarkantyúka Kerti sarkantyúka                  | a legtöbb növény, különösen a kabakosok, bab, paradicsom, almafa, káposztafélék, retek |            | ragadozó rovarok                                           | levéltetvek, aranybagoly lepke, karimáspoloska, liszteskék, uborkabogár |               | Ha levéltetvek jelennek meg rajta, az a talaj mészhiányára utalhat. Vonzza a meztelencsigákat. |
| Rézvirág Zinnia                                | bab, paradicsom, paprika                                                               |            |                                                            | molytetvek                                                              |               | Virága vonzza a nektárgyűjtő rovarokat. |

### Egyéb
| Neve                             | Ő segíti | Neki segít | Ezt vonzza                                                       | Elűzi                | Kerülendő | Egyéb                        |
| -------------------------------- | -------- | ---------- | ---------------------------------------------------------------- | -------------------- | --------- | ---------------------------- |
| Takarmánylucerna Medicago sativa |          |            | rablópoloska, poloska (Geocoris), katicabogár, élősködő darazsak | mezeipoloska (Lygus) |           | talajlazító, nitrogénmegkötő |

### Fák
| Neve                          | Ő segíti | Neki segít                                                                                      | Ezt vonzza | Elűzi | Kerülendő | Egyéb                                                             |
| ----------------------------- | -------- | ----------------------------------------------------------------------------------------------- | ---------- | ----- | --------- | ----------------------------------------------------------------- |
| Alma Malus domestica          |          | lóhere, metélőhagyma, fokhagyma, nyári hagyma, sarkantyúka, borsikafű, nárcisz, fekete nadálytő |            |       |           | boróka (rozsdagomba), dió (növekedésgátló anyagot termel)         |
| Dió Juglans                   |          | Mézgás éger                                                                                     |            |       |           | A dió gátolja a burgonyafélék növekedését.                        |
| Kajszibarack Prunus armeniaca |          |                                                                                                 |            |       | paprika   | Egy paprikát károsító gombabetegség a barackfát is megtámadhatja. |

## Fordítás
- Ez a szócikk részben vagy egészben  a   List of companion plants című angol Wikipédia-szócikk ezen változatának fordításán alapul.  Az eredeti cikk szerkesztőit annak laptörténete sorolja fel. Ez a jelzés csupán a megfogalmazás eredetét és a szerzői jogokat jelzi, nem szolgál a cikkben szereplő információk forrásmegjelöléseként.

### Angolul
- Sally Jean Cunnigham (1998). "Great Garden Companions", ISBN 0-87596-847-3
- The Rodale Herb Book, Eighth Printing, 1974 k. ISBN 0-87857-076-4
- Companion Planting Guide, Ute Bohnsack
- Companion Planting Archiválva 2013. szeptember 24-i dátummal a Wayback Machine-ben
- Companion plants by Professor Stuart B. Hill Department of Entomology Macdonald College
- DGS Gardening companion plant list
- Cass County Extension Companion Planting List
- Companion Planting
- A resource and information centre for edible and otherwise useful plants
- Cornell Cooperative Extension - Companion Planting

### Magyarul
- A növényváltás a szántóföldi zöldségtermesztésben
- Zöldségtermesztők kézikönyve: A hőmérséklet szerepe
- Vetésforgók a zöldségtermesztésben Archiválva 2019. március 22-i dátummal a Wayback Machine-ben
- Hangya, hangyák a kertbeng
- A levéltetvek és a hangyák kapcsolata Archiválva 2019. március 22-i dátummal a Wayback Machine-ben
- Kártevőkergető növények - mi mit riaszt a kertben?
- Levéltetvek
- Mit tehetünk a közönséges spárgabogár ellen?
- Növényvédelem: A káposztafélék kártevői
- Mi a teendő, ha parádéznak a veteményesben a káposztalepkék?
- Növényvédelem: A répafélék kártevői
- Növényvédelem: A burgonya kártevői
- Optimális növénytársítás a magaságyásban és kertekben
- Növényvédelem: A kukorica kártevői
- Takácsatkák elleni védekezés kertészeti kultúrákban
- Lenyűgöző módon riadóznak a megtámadott növények
- A növények kommunikációjáról, avagy tud-e beszélgetni a disznóparéj a lúdfűvel?
- Miről beszélgetnek egymással a növények?
- Permakultúrában használatos növények